# 小林章
小林 章（こばやし あきら、1960年 - ）は、書体デザイナーである。モノタイプのタイプディレクターとして、書体設計の指揮や、Optimaなど名作書体の改刻を手掛けている。複数の国際的なタイプフェイス・コンテストの審査員も務める。写研出身で、のちにヒラギノ明朝やAXIS Fontの欧文を設計した。日本における欧文書体設計の第一人者である。

## 略歴
武蔵野美術大学視覚伝達デザイン科を卒業後、写研で原字の設計をしていた。1989年、欧文書体を学ぶため退職して渡英。1年半にわたってカリグラファーや石工、工芸家などと交わってそのエッセンスを学ぶ。
1990年日本帰国後字游工房でヒラギノ明朝・ヒラギノ角ゴシックの制作に携わり、1993年からタイプバンクで同社書体の欧文を手掛ける。1997年にフリーランスの書体設計家として独立。1998年、CliffordでU&lc Type Design Competition最優秀賞・本文部門1位を同時受賞し、2000年にはConradがライノタイプ・ライブラリーによる第3回International Digital Type Design Contestで本文部門最優秀賞に選ばれるなど、欧米の大きなタイプデザインコンテストでいくつも賞を獲得し、世界的にも注目される。
鈴木功と共に仕上げたAXIS Fontの完成後、ライノタイプ（現モノタイプ）に招かれてドイツに渡った。
ヘルマン・ツァップやアドリアン・フルティガーなど、書体デザインの巨匠と組んで数々の名作書体の改刻などを行った。
改刻作業は、それらの書体が本来もっているはずの字形や魅力を、金属活字時代の技術的制約から解き放ってデジタル環境に本来の姿で生まれ変わらせることで、その成果はライノタイプ改刻書体シリーズに現れている。
日本では大新聞社や一部の印刷会社といった例外を除いて、メディアや企業が各々独自の書体を持つことは少ないが、欧米ではかなり一般的である。ライノタイプ・モノタイプにおいて彼は、企業や新聞社からの制定書体の提案・制作なども担当している。この分野ではソニーのSST、AlibabaグループのAlibaba Sansなどがある。
2017年には、Neue Frutigerに合う書体として東京のデザインチームによってデザインされたモノタイプ初の日本語書体たづがね角ゴシックのディレクションを行った。
本人は、苦手なものとしてドイツ語、プレゼンテーションの技能、またコンピュータそのものに関する知識などを挙げている。

## 年譜
- 1960年 新潟県新潟市で誕生。
- 武蔵野美術大学視覚伝達デザイン科で学ぶ。
- 1983年 写研入社。
- 1989年 欧文書体の勉強のため渡英。
- 1990年 帰国、字游工房でヒラギノ明朝の欧文部分を担当。
- 1993年 タイプバンクに移って同社の欧文書体すべてを制作する。
- 1997年 独立してフリーランスの書体設計家に。ITCなどから新作書体を発表。
- 2001年 ライノタイプに入社。タイプディレクターとして勤務。

## 主な作品
- SKID ROW
- ヒラギノ明朝 欧文
- タイプバンク明朝 欧文
- タイプバンクゴシック 欧文
- タイプバンク丸ゴシック 欧文
- タイプバンク横太明朝 欧文
- タイプバンクカリグラゴシック 欧文
- AXIS Font 欧文
- Clifford
  - U&Ic type design competition 最優秀賞および本文部門1位
  - Type Directors Club 書体デザインコンペティション優秀書体賞
- Woodland
  - Type Directors Club 書体デザインコンペティション優秀書体賞
- Conrad
  - Linotype Library新書体コンテスト1位
  - Type Directors Club 書体デザインコンペティション優秀書体賞
- Scarborough
- Japanese Garden
  - Kyrillista'99　優秀書体賞
- Seven Treasures
- Luna
- Silvermoon
  - Type Directors Club 書体デザインコンペティション優秀書体賞
- Acanthus
- Magnifico
- Vineyard
- Calcite Pro
- Akko
- Between

## 著書
- 『欧文書体―その背景と使い方』美術出版社、2005年
- 『欧文書体 2 定番書体と演出法』美術出版社、2008年
- 『フォントのふしぎ ブランドのロゴはなぜ高そうに見えるのか?』 美術出版社、2011年
- 『まちモジ 日本の看板文字はなぜ丸ゴシックが多いのか?』グラフィック社、2013年
- （共著・田代眞理）『英文サインのデザイン 利用者に伝わりやすい英文表示とは?』ビー・エヌ・エヌ新社、2019年
- 『欧文書体のつくり方 美しいカーブと心地よい字並びのために』Book&Design、2020年